# Iji-Tał
Iji-Tał (ros. Ийи-Тал) – wieś w Rosji, w Tuwie, w kożuunie uług-chiemskim. W 2010 liczyła 608 mieszkańców.